# 兴仁镇 (中卫市)
兴仁镇，是中华人民共和国宁夏回族自治区中卫市沙坡头区下辖的一个乡镇级行政单位。
2015年，宁夏回族自治区人民政府批复同意撤销蒿川乡，将其行政区域划归兴仁镇。

## 行政区划
兴仁镇下辖以下地区：
兴仁村、郝集村、西里村、高庄村、王团村、东滩村、拓寨村、罗全村、韩套村、蒿川村、周套村、后套村、砂沟村、浪水村、麻地村、沙河村和北山村。